# Svarttjärnen, Dalsland
Svarttjärnen är en sjö i Bengtsfors kommun i Dalsland och ingår i Göta älvs huvudavrinningsområde. Sjön är 18 meter djup, har en yta på 0,245 kvadratkilometer och befinner sig 140,5 meter över havet. Sjön avvattnas av vattendraget Tassbyälven (Kesnacksälven).

## Delavrinningsområde
Svarttjärnen ingår i det delavrinningsområde (656217-128231) som SMHI kallar för Utloppet av Svarttjärnen. Medelhöjden är 165 meter över havet och ytan är 1,62 kvadratkilometer. Räknas de 4 avrinningsområdena uppströms in blir den ackumulerade arean 15,37 kvadratkilometer. Tassbyälven (Kesnacksälven) som avvattnar avrinningsområdet har biflödesordning 3, vilket innebär att vattnet flödar genom totalt 3 vattendrag innan det når havet efter 231 kilometer. Avrinningsområdet består mestadels av skog (82 procent). Avrinningsområdet har 0,25 kvadratkilometer vattenytor vilket ger det en sjöprocent på 15,1 procent.